# 什切科齊內

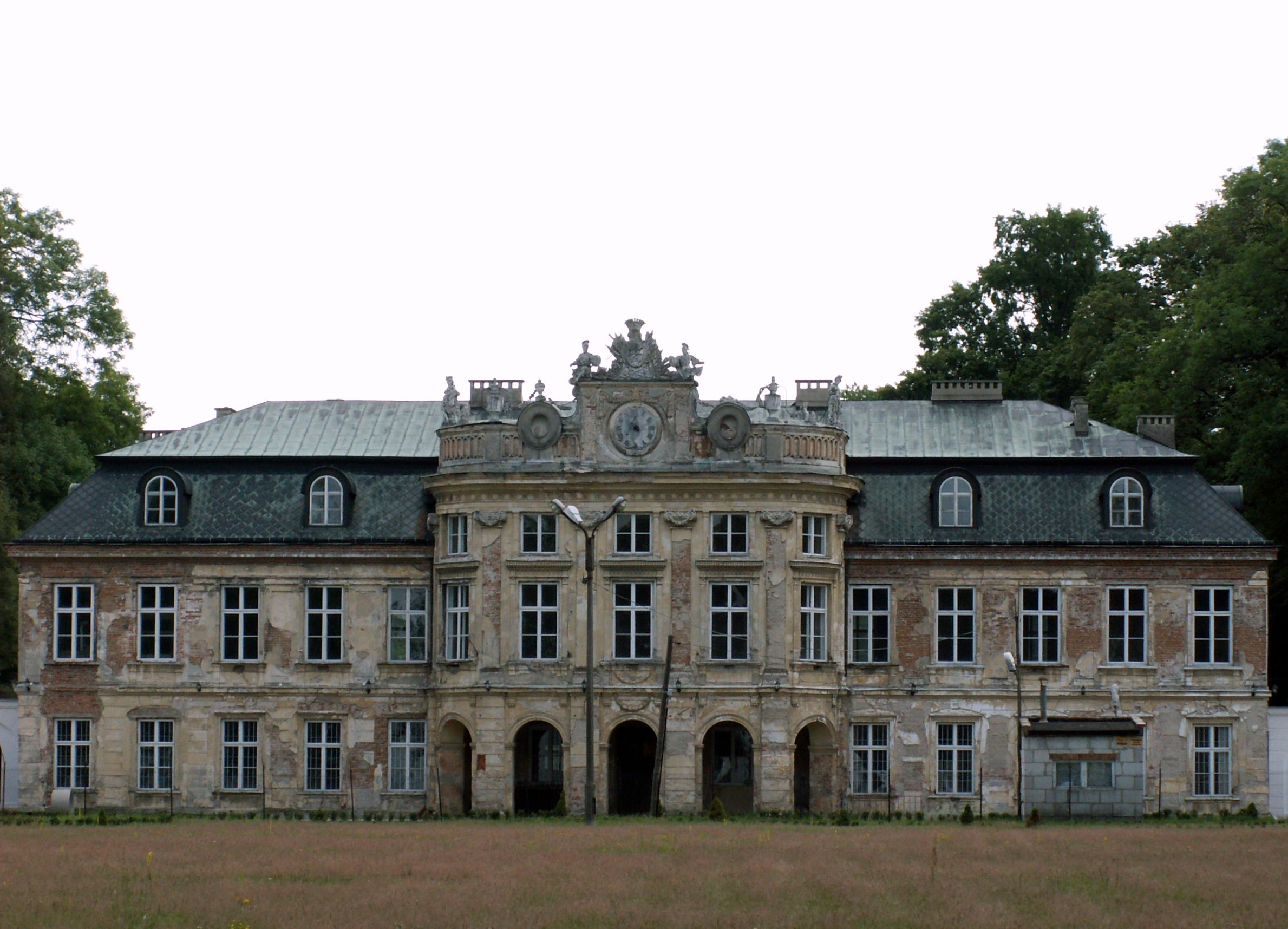

什切科齊內是波蘭的城鎮，位於該國南部皮利察河畔，由西里西亞省負責管轄，面積17.98平方公里，海拔高度264米，鎮上的猶太教堂建於二十世紀初期，2006年人口3,912。

## 外部連結
- Jewish Community in Szczekociny （页面存档备份，存于） on Virtual Shtetl

50°38′N 19°50′E / 50.633°N 19.833°E